# Evelyn Farkas
Pour les articles homonymes, voir Farkas.
 (avril 2020).
Evelyn N. Farkas une experte en sécurité américaine. De 2012 à 2015 elle est sous-secrétaire adjointe à la Défense de la Russie/Ukraine/Eurasie.

## Études et formations
Farkas a obtenu son B.A. au Franklin and Marshall College, promotion de 1989, et son MA. et PhD à la Fletcher School of Law and Diplomacy.

## Carrière
Avant d'occuper son poste au département de la Défense, elle a été senior fellow au projet de sécurité Américain, où elle s'est concentrée sur la stabilité et les opérations spéciales, la contre prolifération et la politique États-Unis/Asie. En 2008, elle occupait le poste de directrice exécutive à la Commission sur la prévention de la prolifération des armes de destruction massive et du terrorisme, mandatée par le Congrès, qui a publié en novembre 2008 son rapport Le monde en danger.
D'avril 2001 à avril 2008, elle a servi en tant que membre de l'équipe professionnelle du Comité des forces armées du Sénat des États-Unis. Ses domaines de compétences incluaient la politique étrangère et de défense en Asie-Pacifique, de l'hémisphère occidental, le Commandement des opérations spéciales (politique et vue d'ensemble budgétaire), l'assistance militaire étrangère, les opérations de paix et de stabilité, l'effort militaire pour lutter contre le terrorisme, les programmes de lutte anti-drogue, la défense du territoire national et la politique de contrôle des exportations. Avant d'occuper ce poste, elle a travaillé pendant quatre ans à la faculté du commandement du corps de marine des États-Unis et au sein de l'équipe de l'Université, du Corps des Marines de l'Université en tant que professeur assistant , puis professeur agrégé de relations internationales. Elle a servi en Bosnie pendant cinq mois, en tant qu'officier des droits humains pour l'Organisation pour la sécurité et la coopération en Europe (OSCE) en 1996, et en tant que superviseur électoral en 1997.
Evelyn Farkas est membre du conseil d'administration du Franklin & Marshall College (en) et du programme Socrates de l'Institut Aspen ; ainsi que du conseil consultatif de la bourse Harold W. Rosenthal en relations internationales. En 2005, elle a été membre du Conseil du groupe de travail des relations extérieures présidé par Samuel R. Berger et Brent Scowcroft , qui ont produit une monographie À la suite de la guerre : Amélioration des capacités américaines après conflit. En 2009, elle est devenue membre du Centre pour la Politique Nationale au sein du groupe consultatif des forces de l'avenir. Elle est aussi un blogueuse pour le National Journal.
Les publications de Farkas comprennent des articles de revues et des articles d'opinion dans Le Washington Post et le Los Angeles Times sur des questions comme les Balkans, les opérations de paix et la préparation militaire. Elle est également l'auteur du livre Fracturé Unis et la Politique Étrangère Américaine : l'Irak, l'Éthiopie, et la Bosnie dans les années 1990 (2003).

## Farkasgate
Farkas a été citée sur la chaîne MSNBC dans l'émission Morning Joe : « s'ils ont trouvé comment nous savions ce que nous savions à propos du personnel de Trump, les transactions avec les Russes », ce qui semble indiquer qu'après avoir quitté l'administration en 2015, elle était encore exposée aux renseignements de plus haut niveau. Cette confession s'est transformée en un feu de joie entre les démocrates et les républicains du sommet, avec des demandes de toutes parts d'enquêtes et d'étalages.

## Vie personnelle
Le père de Farkas est Charles Farkas, auteur de Disparu par le Danube (SUNY Press, 2013).
Elle a une sœur cadette, Maria Farkas-Szokolai, qui a obtenu son diplôme à l'université Johns Hopkins, en 2005, et a été chercheur à l'Institut de Hudson, et apparaît en tant que visiteur  dans la Maison Blanche en septembre 2014.